# Danh sách sân vận động cricket tại Đan Mạch
Đây là Danh sách sân vận động cricket tại Đan Mạch.  Cricket được du nhập vào Đan Mạch vào thế kỉ 19, đội bóng đầu tiên được thành lập vào năm 1865 bởi các công nhân đường sắt người Anh. Trận đấu đầu tiên được tổ chức vào năm sau đó giữa các cầu thủ người Anh, trận đấu đầu tiên giữa những người Đan Mạch là vào năm 1866.  Ngày nay, cricket không phát triển lắm tại nước này, Đội tuyển cricket quốc gia Đan Mạch chơi tại giải English domestic one-day cricket competition trong thể thức List A.  Đội tuyển cricket nữ quốc gia Đan Mạch đã từng tồn tại nhưng nay không còn.
| Tên sân vận động                  | Thành phố     | Sức chứa | Ghi chú | Liên kết |
| --------------------------------- | ------------- | -------- | --- | -------- |
| Nykøbing Mors Cricket Club Ground | Nykøbing Mors | Không rõ | Tổ chức 12 trận Women's One Day International trong khoảng thời gian 1989 đến 1999                                              | [ 1 ]    |
| Svanholm Park                     | Brøndby       | Không rõ | Tổ chức 1 trận List A của Đội tuyển cricket quốc gia Đan Mạch với Northamptonshire tại giải 2005 Cheltenham & Gloucester Trophy | [ 2 ]    |